# 勒化·布頓作品列表
小勒化·布頓是一位美國男演員，主持人，導演和作家。本條目收錄布頓的影視作品並以列表的形式展示。

## 作品

### 電影
| 年份 | 標題                         | 角色                              | 附註             |
| ---- | ---------------------------- | --------------------------------- | ---------------- |
| 1977 | 《尋找顧巴先生》             | 蓋普·傑克遜（Cap Jackson）                   |                  |
| 1980 | 《亡命大捕頭》               | 湯米·普萊斯（Tommy Price）                   |                  |
| 1986 | 《鬼怪軍隊》                 | 邁克爾·奧斯古德二等兵（Private Michael Osgood）         |                  |
| 1994 | 《星际旅行VII：日换星移》    | 喬迪·拉福吉少校                   |                  |
| 1996 | 《星艦迷航記VIII：戰鬥巡航》 | 喬迪·拉福吉少校                   |                  |
| 1998 | 《星际旅行IX：起义》         | 喬迪·拉福吉少校                   |                  |
| 1999 | 《我們的朋友馬丁路德》       | 26歲的馬丁（Martin at Age 26）                    | 影片             |
| 2001 | 《威爾史密斯之叱吒風雲》     | 马丁·路德·金                      |                  |
| 2002 | 《星际旅行X：复仇女神》      | 喬迪·拉福吉少校                   |                  |
| 2003 | 《飛吧,小鹿》                | 守夜人精靈（Night Watchman Elf）                    | 未記名；兼任導演 |
| 2007 | 《盧旺達崛起》 （英語：Rwanda Rising）    | 約翰·博斯科·比西馬納（配音）（）  |                  |
| 2008 | 《陪你到最終》               | 納撒尼爾（Nathaniel）                      |                  |
| 2009 | 《超人/蝙蝠侠：公众之敌》    | 傑弗森·皮爾斯／黑閃電（配音）（） | 影片             |
| 2011 | And They're Off              | 他自己                            |                  |
| 2015 | 《熟能生巧》 （英語：Practice Makes Perfect）      | 希利校長（Principal Healy）                      |                  |
| 2018 | 《在土星環中》               | 旁白                              | 紀錄片           |
| 2020 | 《拜托定義》                 | 他自己                            |                  |

### 電視
| 年份      | 標題                                 | 角色                              | 附註                                                          |
| --------- | ------------------------------------ | --------------------------------- | ------------------------------------------------------------- |
| 1976      | 《即將成人》 （英語：Almos' a Man）              | 戴夫（Dave）                          | 電視電影                                                      |
| 1976-1979 | 《Rebop》                            | 主持人                            | 兒童電視節目                                                  |
| 1977      | 《根》                               | 昆塔·金德                         | 電視迷你劇                                                    |
| 1977      | 《比利：街頭小子的畫像》 （英語：Billy: Portrait of a Street Kid）  | 比利·皮普斯（Billy Peoples）                   | 電視電影                                                      |
| 1978      | 《百萬分之一：羅恩·勒弗洛爾的故事》  | 羅恩·勒弗洛爾                     | 電視電影                                                      |
| 1978      | 《飽受摧殘》 （英語：Battered）              | 安德魯·辛克萊（Andrew Sinclair）                 | 電視電影                                                      |
| 1979      | 《Dummy》                            | 唐納德·朗                         | 電視電影                                                      |
| 1980      | 《圭亞那悲劇：吉姆·瓊斯的故事》      | 理查德·杰斐遜（Richard Jefferson）                 | 電視電影                                                      |
| 1981      | 《橡果人民》 （英語：The Acorn People）              | 羅德尼（Rodney）                        | 電視電影                                                      |
| 1981      | 《白虎發威》                         | 查爾斯·“坦克”·史密斯（Charles "Tank" Smith）          | 電視電影                                                      |
| 1982      | 《特拉珀·約翰醫學博士》              | 路德·皮科克（Luther Peacock）                   | 單集：“A Piece of the Action”                                 |
| 1983      | 《夢幻島》                           | 小愛德華·羅斯（Edward Ross Jr.）                 | 單集：“Edward/The Extraordinary Miss Jones”                   |
| 1983      | 《急救室》 （英語：Emergency Room）                | 雷·瓦爾登（Ray Walden）                     | 電視電影                                                      |
| 1983-2006 | 《彩虹閱讀》                         | 主持人                            | 兒童教育電視劇；115集                                         |
| 1984      | 《愛之船》                           | 達內爾（Darnell）                        | 單集：“Love is Blind”                                         |
| 1984      | 《飛人歐文斯》                       | 普雷斯頓教授（Professor Preston）                  | 電視電影                                                      |
| 1984      | 《布克》 （英語：Booker）                  | 戴維斯（Davis）                        | 電視電影                                                      |
| 1985      | 《由孩子們帶領》 （英語：And the Children Shall Lead）          | 格倫·斯科特（Glenn Scott）                   | 電視電影                                                      |
| 1985      | 《午夜時分》                         | 維尼·戴維斯（Vinnie Davis）                   | 電視電影                                                      |
| 1986      | 《自由》 （英語：Liberty）                  | 羅伯特·約翰遜（Robert Johnson）                 | 電視電影                                                      |
| 1987      | 《女作家與謀殺案》                   | 戴夫·羅賓遜記者（Reporter Dave Robinson）               | 單集：“Death Take a Dive”                                     |
| 1987      | 《特殊的友誼》 （英語：A Special Friendship）            | 本·薩默（Ben Summer）                       | 電視電影                                                      |
| 1987      | 《侯斯頓騎士》                       | 傑森·埃文斯（Jason Evans）                   | 單集：“Bad Girl”                                              |
| 1987-1994 | 《銀河飛龍》                         | 喬迪·拉福吉少校                   | 主要角色；178集                                               |
| 1988      | 《根：禮物》                         | 昆塔·金德                         | 電視電影                                                      |
| 1990-1996 | 《地球超人》                         | 夸美（配音）（）                  | 主要角色；178集                                               |
| 1993      | 《火風暴：奧克蘭72小時》 （英語：Firestorm: 72 Hours in Oakland）  | J·艾倫·馬瑟斯消防隊長（Fire Chief J. Alan Mathers）         | 電視電影                                                      |
| 1993      | 《蝙蝠侠：动画系列》                 | 海登·斯隆／瘋帽客黨羽（配音）（） | 單集：“The Worry Men”                                         |
| 1994      | 《平行人生》                         | 富蘭克林·卡特醫生（Dr. Franklin Carter）             | 電視電影                                                      |
| 1995      | 《從此幸福快樂：每個孩子的童話故事》 | 修道士（配音）（）                | 單集：“The Frog Prince”                                       |
| 1995      | 《克裏斯蒂》                         | 丹尼爾·斯科特（Daniel Scott）                 | 7集                                                           |
| 1995      | 《致命遊戲》                         | 梅特卡夫先生（Mr. Metcalf）                  | 單集：“The Boss”                                              |
| 1996      | 《夜行神龍》                         | 阿南西（配音）（）                | 單集：“Mark of the Panther”                                   |
| 1996      | 《目標再現》 （英語：Yesterday's Target）              | 溫斯特倫（Winstrom）                      | 電視電影                                                      |
| 1997      | 《兩隻老鼠打天下》                   | 默里（配音）（）                  | 單集：“The Real Life”                                         |
| 1998      | 《星艦奇航記：重返地球》             | 喬迪·拉福吉艦長                   | 單集：“Timeless”                                              |
| 1998      | 《羅傑斯先生的鄰居》                 | 他自己                            | 單集：“1725 - Mister Rogers Talks About Giving and Receiving” |
| 2000      | 《貝克爾醫生》                       | 哈勒先生（Mr. Haller）                      | 單集：“Beckerethics”                                          |
| 2003      | 《千面謎城》                         | 馬文·勞埃德（Marvin Lloyd）                   | 單集：“The Hole-in-the-Wall Gang”                             |
| 2005-2009 | 《蓋酷家庭》                         | 弗恩（配音）（）／ 他自己（配音） | 2集                                                           |
| 2009      | 《Q版大英雄》                        | 戰爭機器（配音）                  | 單集：“Tales of Suspense”                                     |
| 2010      | 《提姆和艾瑞克超棒秀，干得漂亮！》   | 他自己的鬼魂                      | 單集：“Greene Machine”                                        |
| 2010      | 《延森計劃》                         | 肯德里克·詹姆斯（Kendrick James）               | 電視電影                                                      |
| 2011-2014 | 《废柴联盟》                         | 他自己                            | 2集                                                           |
| 2011-2014 | 《生活大爆炸》                       | 他自己                            | 3集                                                           |
| 2011-2016 | 《變形金剛：救援機器人》             | 格林博士（配音）（）              | 常設角色；66集                                                |
| 2012      | 《特效化妆师大对决》                 | 他自己                            | 單集：“Alien Interpreters”                                    |
| 2012      | 《活屍崛起》                         | 丹·哈爾彭醫生（Dr. Dan Halpern）                 | 電視電影                                                      |
| 2012-2015 | 《罪案第六感》                       | 保羅·黑利（Paul Haley）                     | 常設角色；35集                                                |
| 2013      | 《探險活寶》                         | 泡泡（配音）（）                  | 單集：“BMO Lost”                                              |
| 2014      | 《地獄廚房》                         | 他自己                            | 單集：“5 Chefs Compete”                                       |
| 2016      | 《尋根》                             | 以法蓮（Ephraim）                        | 電視迷你劇；單集：“Part 1”                                    |
| 2016-2017 | 《明日小子麥爾斯》                   | 康思廉博士（配音）（）            | 3集                                                           |
| 2017      | 《OK K.O.!》                         | 夸美（配音）（）                  | 單集：“The Power Is Yours”                                    |
| 2018      | 《解釋一切》                         | 他自己（旁白）                    | 單集：“Extraterrestrial Life”                                 |
| 2019      | 《海军罪案调查处：新奥尔良》         | 魯弗斯·尼祿（Rufus Nero）                   | 單集：“X”                                                     |
| 2019      | 《怪異城市》                         | 阿洛伊修斯·尼加里醫生（Dr. Aloysius Negari）         | 主要角色；5集                                                 |
| 2020      | 《艾瑞克·安德烈秀》                  | 他自己                            | 單集：“The ASAP Ferg Show”                                    |
| 2021      | 《危险边缘》                         | 嘉賓主持人                        | 電視遊戲節目；5集                                             |
| 2021      | 《神探南西》                         | 巴克萊（配音）（）                | 單集：“The Celestial Visitor”                                 |
| 2021      | 《都市俠盜：救贖》                   | 羅伯特·布蘭奇（Robert Blanche）                 | 單集：“The Bucket Job”                                        |
| 2022      | 《湯姆·斯威夫特》                    | 巴克萊（配音）（）                | 常設角色；9集                                                 |
| 2022      | 《盲點》                             | 不適用                            | 8集                                                           |
| 2023      | 《星際爭霸戰：畢凱》                 | 喬迪·拉福吉                       | [ 2 ]                                                         |

### 導演
| 年份      | 標題                         | 附註                         |
| --------- | ---------------------------- | ---------------------------- |
| 1993-1994 | 《銀河飛龍》                 | 2集                          |
| 1995-1999 | 《銀河前哨》                 | 10集                         |
| 1995-2001 | 《星艦奇航記：重返地球》     | 8集                          |
| 1998      | 《老虎伍茲》                 | 電視電影                     |
| 1999      | 《我的媽咪不是人》           | 電視電影                     |
| 2000-2001 | 《靈魂大捕貼》               | 2集                          |
| 2001-2005 | 《星艦前傳》                 | 9集                          |
| 2003      | 《飛吧,小鹿》                | 電影                         |
| 2003      | 《执法悍将》                 | 單集：“Pulse Rate”           |
| 2005      | 《奇蹟的男孩》               | 單集：“Free Day”             |
| 2005-2006 | 《聖女魔咒》                 | 3集                          |
| 2006      | 《拉斯維加斯》               | 單集：“Meatball Montecito”   |
| 2008      | 《陪你到最終》               | 電影                         |
| 2014      | 《罪案第六感》               | 2集                          |
| 2017      | 《天蠍》                     | 單集：“A Christmas Car-Roll” |
| 2017-2021 | 《海军罪案调查处：新奥尔良》 | 10集                         |
| 2022      | 《海軍罪案調查處：夏威夷》   | 單集：“Spies, Part 1”        |

## 外部連結
- 勒化·布頓作品列表在互联网电影资料库（IMDb）上的資料（英文）